# 北富蘭克林鎮區 (內布拉斯加州富蘭克林縣)
北富蘭克林鎮區（英語：North Franklin Township）是位於美國內布拉斯加州富蘭克林縣的一個行政鎮區。

## 地方資料
北富蘭克林鎮區的面積為93.51平方千米，皆為陸地。根據2020年美國人口普查的數據，當地共有人口311人，而人口密度為每平方千米3.33人。